# クッキンアイドル アイ!マイ!まいん! ゲームでひらめき! キラメキ! クッキング
『クッキンアイドル アイ!マイ!まいん! ゲームでひらめき! キラメキ! クッキング』は、コナミデジタルエンタテインメントが開発し、2010年2月25日に発売したニンテンドーDS用ゲームソフトである。ジャンルは「お料理体験ゲーム」とされている。
2010年11月25日には廉価版（ベストセレクション）が発売された。

## 概要
NHK教育テレビジョンで放送されている子供向けの料理・食育番組である『クッキンアイドル アイ!マイ!まいん!』を題材としたニンテンドーDS用ゲームである。プレイヤーが番組の主人公である小学5年生のまいんとなって、料理作りを楽しむという趣向となっている。レシピは全100種類。料理作りの部分は音楽ゲームとなっている。
本作に登場するキャラクターのうち、まいんとミサンガの台詞の一部には声が割り当てられており、テレビ放送と同じく、福原遥や小林晃子が担当している。まいんの声は、テレビ放送でもよく用いられる「ハピハピハッピー!」や「みんなも作ってア・ラ・モード!」などの台詞や料理の際の挿入歌（全10種）に用いられている。ミサンガの声は、主にゲーム説明やゲームの司会進行で用いられている。その他、日常会話的なやりとりにも両キャラクターの声が割り当てられている部分がある。なお、本作中の登場キャラクターはアニメパートのものに限定され、実写パートのまいんは登場しない。
以下の説明において漢字を用いている箇所があるが、本作では対象年齢を考慮し、料理名や食材名はすべて、その他の部分でも大半は平仮名や片仮名が用いられているほか、漢字が用いられている部分についてもすべて振り仮名が使用されている。

## あらすじ
いつものように、クッキンアイドルとして料理番組に出演しているまいん。そのうち、作ってほしい料理が書かれたファンレターが届くようになり、それでファンが喜ぶような料理を考えては料理作りに励んでいた。
ある日のこと、料理教室の若手の先生がまいんの事務所を訪れる。いろいろなやりとりがあった後、時々でいいから料理教室に来て料理を教えてほしいと頼まれ、まいんはその料理教室にちっちゃな先生としてちょくちょく訪れることとなる。
こうして、ファンレターを送るファン、料理教室の生徒、料理番組のディレクター、これら様々な人々のお願いに応えるように、料理を考えて作っていくこととなった。料理の楽しさ、食べることの楽しさを町の人に伝えることは、町中に食卓の灯（しょくたくのひ）を灯していくことに繋がっていく。

## 登場キャラクター
以下は、テレビ放送のアニメパートにも登場するキャラクター達である。個々のキャラクター設定はテレビ放送に準じているため、説明はテレビ放送のキャラクター説明を参照のこと。
- まいん
- ミサンガ
- ゆりあ社長
- おおばやしディレクター、こばやしAD
- みえこ、おさむ
- みちか、やすのしん
- ゆうさく、ゆきの、ゆま
- リーダー

上記以外に、「うしおじさん」「やさいおばさん」「さかなおじさん」や、その他名前のついていないキャラクターが多数登場する。

## ゲームシステム

### 操作
本作においては、操作はすべてタッチスクリーンへのタッチ操作やスライド操作で行われ、スタートメニュー画面を含め、ボタンは一切使用しない。操作に関するその他の詳細は、個別に説明する。

### プレイヤー登録
ゲームを開始するにあたり、プレイヤーの情報を入力する。セーブデータは1つのみ。以下が入力する情報である。
- 氏名登録：平仮名、片仮名、少数の記号の中から最大7文字まで指定可能。濁点や半濁点は文字数に含めない。
- 性別
- 顔（13種類）、髪型（13種類×12色）、洋服（15種類×12色）、輪郭（頬の膨らみ具合、3種類）
- 話し方（男の子：「すなお」「げんきくん」「ですます」の3種から選択／女の子：「げんきちゃん」「ボクっこ」「おじょうさま」の3種から選択）
- 好きな料理、嫌いな料理（40種から選択）

ここで登録したキャラクターは、あらすじ節に示した料理教室に生徒として登場することとなる。また、まいんに料理作りをお願いしてくるシチュエーションも用意されている。その際には、ここで登録した好きな料理や嫌いな料理の設定に合わせたお願いとなる。なお、登録情報はゲーム途中でも変更可能である。

### おはなしモード
本作のメインとなるモードである。料理番組に出演して料理を作っていく内容となっており、歌を歌いながら料理を作るなどの点もテレビ放送と同じである。
料理番組の収録は1ヶ月に3回行われる。1回の収録は、料理を決定し、料理の食材を調達し、料理を行い、盛り付けするという流れで行われる。このようにして完成した料理の写真を最大3枚までアルバムに記録しておくことが可能である。アルバムへの記録確認が行われた後、食卓の灯（しょくたくのひ）によって料理のできが評価される。ゲームは4月から始まり、料理番組の収録によって季節が移り変わっていくこととなる。季節の移り変わりによって旬の食材も変わっていく。旬の食材を使うと「旬（しゅん）ボーナス」が、良質な食材を使うと「しょくざいボーナス」が評価に加点されることとなる。
ゲームの初期には、料理はおおばやしディレクターやこばやしADから伝えられたものを作るのみで、食材も番組で用意されている。ゲームが進行すると、料理決定や食材選びを任されるようになる。料理決定は、ファンレターによるファンからのお願い、料理教室の生徒からのお願い、おおばやしディレクターからのお願い、季節などに合わせた固定イベント（まいんの父おさむの帰宅祝い、正月やクリスマスなど）といったシチュエーションで決定される。ゲーム初期や固定イベントの場合を除いて、料理をお願いされるシチュエーションは複数用意されているため、どのお願いを受けるかによって作成する料理は変わり、得られるレシピもそれによって変わることになる。なお、前記の通り、ゲーム冒頭でプレイヤーが登録したキャラクターは、料理教室にて他の生徒に混じって登場することとなっており、登録した好きな料理や嫌いな料理などの設定を活かした料理のお願いをまいんに投げかけてくるというイベントが用意されている。
料理のお願いは「朝に弱い私でもおいしく食べられる料理」などのようにお願いが曖昧なものも多いため、料理を決めるだけでも一苦労である。この料理を決める際には、町で様々な人から料理のヒントを集めた後、テレビ放送でもお馴染みの「ひらめき!キラメキ!」で料理を決める趣向が施されている。なお、ヒントは大きく「りょうりのしかた」と「つかうしょくざい」の2種類に分けられ、「りょうりのしかた」は1つのみ、「つかうしょくざい」は最大2つまでを指定可能となっている。町で4つ以上のヒントが得られることもあり、正しいヒントの組み合わせを選択しないと「ひらめき!キラメキ!」に失敗することとなる。ただし、失敗してもペナルティはなく、失敗を2度繰り返した後は、ミサンガによって正解のヒントが示されるようになっている。なお、お願いに見合う料理のレシピを既に入手済みである場合は、ヒントから料理を決定するのではなく、レシピから選択することも可能である。ただし、その場合でもヒント収集のフェイズは省略できない。
食材は、ショッピングセンターの「しょくひんうりば」で購入可能なほか、ファンから送られてくる場合もある。今回収録分の料理に必要でない食材も購入でき、その場合は、余分となった食材を使って追加で料理を行い、今回の収録分の料理に盛り合わせることも可能である。盛り合わせ可能な料理は、料理のレシピを獲得済みのものに限られ、さらに最大3つに制限される。食材購入にあたって費用面での制限は設けられていないが、冷蔵庫の収容量の関係から一度に保持できる食材はのべ30品目までに限定されるほか、購入後1ヶ月間が経過すると、食材は傷んで使えなくなってしまう。傷んだ食材は廃棄することとなり、それによって灯されていた食卓の灯が消えてしまうというペナルティが設けられている。なお、料理教室での料理作りは、番組収録での料理作りとは異なり、ゲーム時間を進めることなく食材を消費することが可能なため、傷みそうな食材がある場合、料理教室での料理によって廃棄を回避することが可能である。ただし、その食材を用いた料理のレシピを獲得済みである場合に限られる。新しい料理のレシピは、番組収録の「ひらめき!キラメキ!」でのみ獲得可能である。
盛り付けに用いる「おさら」（お弁当箱なども含む）や「こもの」（トッピングや飾りなど）は初期にいくつか持っており、ゲーム進行に応じていろいろな人からプレゼントされるほか、ゲーム公式サイトや雑誌に掲載されるパスワードを入力することでも入手可能となっている。

### マップ
ヒント収集、食材調達、お願い受諾のために各所を訪れる際には、マップメニュー形式で行き先を指定する操作系となっている。人がいる場所には顔アイコンが表示される。また、ヒント収集、食材調達、お願い受諾に密接な関係のある場所にはミサンガの顔アイコンが示される。以下が、番組収録以外の状況で移動可能な行き先である。
- テレビきょく - 番組収録場所
- じむしょ
  - ゆりあのへや
  - なかにわ
  - しょくどう
- ショッピングセンター
  - しょくひんうりば - 食材の購入場所
  - フードコート
- えきまえひろば
- まいんのいえ
  - キッチン
  - まいんのへや - ここでパスワード入力を行うことが可能
- ワクワクどおり
- こうえん
- にこにこぼくじょう - うしおじさんが登場する場所
- スクスクのうじょう - やさいおばさんが登場する場所
- いきいきいちば - さかなおじさんが登場する場所
- クッキングスタジオ - 料理教室

### ステータス
おはなしモード中のほとんどの場面では、メニュー操作でおはなしモードにおける以下のステータスの確認が可能である。
りょうり
作成可能な料理のレシピを確認する選択項目である。それぞれの料理の食材を表示でき、食材購入の参考とすることが可能である。
おさら
盛り付けの際に使用可能なお皿を確認する選択項目である。
こもの
盛り付けの際に使用可能な「つけあわせ」「かざり」を確認する選択項目である。
アルバム
過去に作った、盛り付け済みの料理を保存した画像を確認する選択項目である。盛り付けの際に可能な、回転や拡大縮小させて様々な角度から鑑賞する機能は、ここでは設けられていない。
しょくざい
購入済みの食材およびその賞味期限を確認する選択項目である。
しょくたくのひ
このゲームの主目的である、食卓の灯がどの程度灯っているかを、夜の町並み（家に灯るあかり）とゲージで確認することが可能である。なお、食卓の灯がゲージ一杯直前になると、星の数を表すゲージとなる。
おねがいメモ
今回の番組収録に向けて受けたお願いを確認する選択項目である。既に町の人からヒントを得ている場合は、そのヒントも確認することが可能である。

### 料理作り
料理作りでは、それぞれの料理に応じた、かきまぜる、カタぬき、のせるなどの作業工程が決められており、作業工程ごとに指定操作を指定タイミングで指定回数試み、その成功回数によって料理の出来が決まるというゲーム内容となっている。要求される操作は作業工程を意識した操作となっており、包丁で切る作業工程であれば上から下へのスライド操作、かきまぜる作業工程であれば円を描く操作、などとなっている。作業中は、画面上部に配置された8つのマーカーの上を左から右にミサンガが繰り返して通り、右端に抜けた後は再度左端から登場し、複数周回行われる。音符マークが表示されている上をミサンガが通ることで、操作するタイミングがプレイヤーに示される。これは同社から発売されている他の音楽ゲームと同様のスタイルとなっている。うまくタイミングを合わせて操作することで高評価が得られるようになっているが、料理作りを食べた人の反応が若干変わるのみであり、得点や料理の成功失敗を表す明示的な演出はない。
また、テレビ番組同様、本作の中でもまいんは歌を歌いながら料理を作る演出となっている。歌の声は、テレビ放送でまいんの声を担当している福原遥によるものである。作業工程に合わせた操作は、ほとんどは歌の間奏に行うこととなる。歌の前半パートでゲームの説明と練習パートが示され、間奏中に作業工程に即したゲームが行われ、歌の後半パートでは画面上部から降ってくる音符を集めるゲームとなる。唯一、作業工程がオーブンレンジの場合に限り、歌の最中にゲームが行われるようになっており、練習パートや音符集めパートは登場しない。

### 作中料理一覧
以下に、料理の一覧を分類別に示す。分類および並び順は、ゲーム内で示されているものと同じである。必須食材は番組収録で必要となる食材、追加食材は料理教室で必須食材に追加して必要な食材を示す。追加食材は、番組収録の際には番組で用意されるため必ずしも購入する必要はないが、旬の食材や良質な食材を購入することができれば、より高評価の料理を作ることが可能となる。

#### ごはん・めん・パン
ごはん、めん、パンに分類される料理である。
| 料理名                     | 必須食材                     | 追加食材                               | 作業工程                       | 備考 |
| -------------------------- | ---------------------------- | -------------------------------------- | ------------------------------ | ---- |
| キャベツのパンケーキサンド | キャベツ                     | ハム、チーズ、たまご、ぎゅうにゅう     | まぜる→やく→のせる             |      |
| ごはん                     | コメ                         | -                                      | まぜる                         |      |
| たけのこごはん             | タケノコ                     | コメ                                   | きる→まぜる                    |      |
| わかめごはん               | わかめ                       | コメ                                   | まぜる→きる                    |      |
| チキンライス               | コメ、とりにく               | たまねぎ、にんじん                     | まぜる→いためる                |      |
| スマイルオムライス         | コメ、たまご                 | -                                      | まぜる→やく                    |      |
| ミートスパゲッティ         | あいびきにく、スパゲティー   | たまねぎ、にんじん                     | いためる→ゆでる                |      |
| タラコスパゲティ           | タラコ、スパゲティ           | -                                      | まぜる→ゆでる                  |      |
| ナポリタン                 | たまねぎ、スパゲティ         | ウィンナー、ピーマン、トマト           | きる→ゆでる→いためる           |      |
| カルボナーラ               | たまご、スパゲッティー       | ベーコン、チーズ                       | きる→まぜる→ゆでる             |      |
| たまごサンド               | たまご、しょくパン           | -                                      | カタぬき→ゆでる→のせる         |      |
| ツナサンド                 | ツナかん、しょくパン         | たまねぎ                               | カタぬき→のせる                |      |
| チーズハムサンド           | ハム、しょくパン             | チーズ                                 | カタぬき→のせる                |      |
| ベーコンレタストマトサンド | ベーコン、レタス             | しょくパン、トマト                     | カタぬき→きる→のせる           |      |
| ちらしずし                 | コメ、れんこん               | たまご、にんじん                       | まぜる→やく→きる→ふりかける    |      |
| ミートソースドリア         | コメ、あいびきにく           | たまねぎ、チーズ、にんじん             | まぜる→いためる→オーブンレンジ |      |
| まきずし                   | コメ、のり                   | たまご、ほうれんそう                   | やく→きる→のせる               |      |
| サケのおにぎり             | サケ                         | コメ、のり                             | まぜる→のせる                  |      |
| はなびカレー               | コメ、ぶたにく               | にんじん、じゃがいも、たまねぎ         | まぜる→きる→いためる→にる      |      |
| ハンバーガー               | バーガーバンズ、あいびきにく | たまねぎ、レタス                       | きる→まぜる→やく→のせる        |      |
| なつやさいカレー           | ナス、トマト                 | コメ、かぼちゃ、とりにく               | まぜる→きる→いためる→にる      |      |
| ピザトースト               | しょくパン、チーズ           | ハム、ピーマン、たまねぎ               | きる→のせる                    |      |
| フレンチトースト           | しょくパン、たまご           | ぎゅうにゅう                           | まぜる→やく                    |      |
| きつねうどん               | あぶらあげ、うどん           | -                                      | にる→ゆでる                    |      |
| つきみうどん               | うどん、たまご               | -                                      | ゆでる                         |      |
| やきそば                   | ちゅうかむしめん             | ぶたにく、キャベツ、にんじん、たまねぎ | きる→いためる                  |      |
| ツナクレープ               | ツナかん                     | こむぎこ、ぎゅうにゅう、たまご、レタス | まぜる→やく→のせる             |      |

#### メインのおかず
メインのおかずに分類される料理である。
| 料理名                 | 必須食材                     | 追加食材                       | 作業工程                                  | 備考 |
| ---------------------- | ---------------------------- | ------------------------------ | ----------------------------------------- | ---- |
| ロールキャベツ         | キャベツ                     | あいびきにく、たまねぎ         | まぜる→のせる→にる                        |      |
| とりにくのうまに       | とりにく、れんこん           | タケノコ、にんじん             | にる                                      |      |
| ぶたにくのしょうがやき | ぶたにく、しょうが           | -                              | いためる                                  |      |
| ブリのてりやき         | ブリ                         | -                              | やく                                      |      |
| ブリだいこん           | ブリ、だいこん               | しょうが                       | きる→にる                                 |      |
| ポトフ                 | ウインナー、キャベツ         | にんじん、たまねぎ、じゃがいも | きる→にる                                 |      |
| ハンバーグ             | あいびきにく、たまねぎ       | たまご                         | きる→いためる→まぜる→やく                 |      |
| とうふハンバーグ       | とうふ、とりひきにく         | たまねぎ、たまご               | きる→いためる→まぜる→やく                 |      |
| ぎょうざ               | ぶたひきにく、ぎょうざのかわ | キャベツ、ニラ、しょうが       | きる→まぜる→のせる→やく                   |      |
| すいぎょうざ           | ぶたひきにく、ぎょうざのかわ | キャベツ、ニラ、しょうが       | きる→まぜる→のせる→ゆでる                 |      |
| サンマのしおやき       | サンマ                       | -                              | やく                                      |      |
| アジのしおやき         | アジ                         | -                              | ふりかける→オーブンレンジ                 |      |
| サケのしおやき         | サケ                         | -                              | ふりかける→オーブンレンジ                 |      |
| ピーマンのにくづめ     | ピーマン、あいびきにく       | たまねぎ                       | まぜる→のせる→やく                        |      |
| チンジャオロース       | ピーマン、ぎゅうにく         | タケノコ                       | きる→いためる                             |      |
| マグロステーキ         | マグロ                       | -                              | やく                                      |      |
| とうふステーキ         | とうふ                       | しょうが                       | やく                                      |      |
| マカロニグラタン       | マカロニ                     | たまねぎ、ベーコン、チーズ     | ゆでる→いためる→ふりかける→オーブンレンジ |      |
| サバのみそに           | サバ                         | しょうが                       | きる→にる                                 |      |
| サケのムニエル         | サケ                         | -                              | ふりかける→やく                           |      |
| にくじゃが             | ぎゅうにく、じゃがいも       | にんじん、たまねぎ             | きる→いためる→にる                        |      |
| しいたけのにくづめ     | しいたけ、ぶたひきにく       | しょうが                       | まぜる→のせる→やく                        |      |
| ミニハンバーグ         | あいびきにく                 | たまねぎ、たまご               | きる→いためる→まぜる→やく                 |      |

#### そのほかのおかず
メイン以外のおかずに分類される料理である。
| 料理名                     | 必須食材                   | 追加食材                       | 作業工程                | 備考                                     |
| -------------------------- | -------------------------- | ------------------------------ | ----------------------- | ---------------------------------------- |
| マグロのイタリアンサラダ   | マグロ、レタス             | トマト、チーズ                 | きる→まぜる→のせる      |                                          |
| キャベツのエコサラダ       | キャベツ                   | ツナかん、コーンかんづめ       | まぜる                  |                                          |
| ほうれんそうのおひたし     | ほうれんそう、かつおぶし   | -                              | ゆでる→きる             |                                          |
| ほうれんそうのソテー       | ほうれんそう               | ベーコン                       | ゆでる→きる→いためる    |                                          |
| キャベツとハムのソテー     | キャベツ、ハム             | -                              | きる→いためる           |                                          |
| マグロのカルパッチョ       | マグロ                     | たまねぎ                       | きる→まぜる→のせる      |                                          |
| サーモンのカルパッチョ     | スモークサーモン           | たまねぎ                       | きる→まぜる→のせる      |                                          |
| ゆでたまご                 | たまご                     | -                              | ゆでる                  |                                          |
| カラフルめだまやき         | たまご、ミックスベジタブル | -                              | やく                    |                                          |
| だしまきたまご             | たまご                     | -                              | まぜる→やく             |                                          |
| だいこんとベーコンのにもの | だいこん、ベーコン         | -                              | きる→にる               |                                          |
| サーモンのマリネ           | スモークサーモン           | たまねぎ                       | きる→まぜる             |                                          |
| きんぴらごぼう             | ごぼう、にんじん           | -                              | きる→いためる           |                                          |
| シーザーサラダ             | レタス、チーズ             | たまご、ベーコン               | きる→まぜる→のせる      |                                          |
| こぶまき                   | こんぶ、サケ               | -                              | きる→のせる→にる        |                                          |
| れんこんのはさみやき       | れんこん                   | とりひきにく、しょうが         | まぜる→きる→のせる→やく |                                          |
| ジャーマンポテト           | じゃがいも                 | たまねぎ、ベーコン             | ゆでる→きる→いためる    |                                          |
| くりきんとん               | クリ                       | さつまいも                     | きる→ゆでる→まぜる      |                                          |
| ひじきのにもの             | ひじき                     | れんこん、にんじん、あぶらあげ | きる→いためる→にる      |                                          |
| チーズオムレツ             | たまご、チーズ             | -                              | まぜる→やく             |                                          |
| ケーキオムレツ             | たまご、マッシュルーム     | ヤングコーン、ウインナー       | まぜる→やく             |                                          |
| ニラたまいため             | たまご、ニラ               | -                              | きる→まぜる→いためる    |                                          |
| ミニオムレツ               | たまご、ヤングコーン       | マッシュルーム、ウインナー     | まぜる→やく             |                                          |
| にくだんご                 | ぶたひきにく               | たまねぎ                       | まぜる→やく             |                                          |
| だいがくいも               | さつまいも                 | -                              | きる→やく               |                                          |
| こうはくなます             | だいこん、にんじん         | -                              | きる                    | 正月の固定イベントの料理として登場する。 |

#### しるもの
しるものに分類される料理である。
| 料理名                       | 必須食材               | 追加食材                                   | 作業工程             | 備考 |
| ---------------------------- | ---------------------- | ------------------------------------------ | -------------------- | ---- |
| コーンスープ                 | コーンかんづめ         | ぎゅうにゅう、たまねぎ                     | いためる→にる→まぜる |      |
| ミネストローネ               | たまねぎ、トマト       | じゃがいも、ウインナー、マカロニ           | きる→にる            |      |
| かぼちゃのクラムチャウダー   | あさり                 | たまねぎ、かぼちゃ、ベーコン、ぎゅうにゅう | きる→にる            |      |
| キャロットスープ             | にんじん               | たまねぎ、ぎゅうにゅう                     | にる→まぜる          |      |
| とうふとわかめのみそしる     | とうふ、わかめ         | -                                          | きる→にる            |      |
| だいこんとぶたにくのおすまし | だいこん、ぶたにく     | しょうが                                   | きる→にる            |      |
| とんじる                     | ぶたにく               | だいこん、ごぼう、にんじん                 | きる→にる            |      |
| クリームシチュー             | とりにく、ぎゅうにゅう | にんじん、じゃがいも、たまねぎ             | きる→にる            |      |
| ビーフシチュー               | デミグラスソース       | ぎゅうにく、にんじん、じゃがいも、たまねぎ | きる→にる            |      |
| おぞうに                     | もち                   | だいこん、にんじん、とりにく、ほうれんそう | ゆでる→きる→にる     |      |
| はまぐりのおすいもの         | はまぐり               | こんぶ                                     | にる                 |      |

#### スイーツ
スイーツ（菓子、デザートなど）に分類される料理である。
| 料理名               | 必須食材                 | 追加食材                       | 作業工程                       | 備考                                             |
| -------------------- | ------------------------ | ------------------------------ | ------------------------------ | ------------------------------------------------ |
| イチゴゼリー         | イチゴ、ゼラチン         | -                              | きる→まぜる                    |                                                  |
| たまごプリン         | たまご、牛乳             | -                              | まぜる→オーブンレンジ          |                                                  |
| キャロットケーキ     | にんじん                 | たまご、こむぎこ               | まぜる→のせる                  |                                                  |
| パンプキンケーキ     | かぼちゃ                 | たまご、こむぎこ               | きる→まぜる→のせる             |                                                  |
| クッキー             | こむぎこ、ぎゅうにゅう   | たまご                         | まぜる→カタぬき→オーブンレンジ |                                                  |
| ココアクッキー       | こむぎこ、ココアパウダー | たまご                         | まぜる→カタぬき→オーブンレンジ |                                                  |
| パンプキンクッキー   | こむぎこ、かぼちゃ       | たまご                         | まぜる→カタぬき→オーブンレンジ |                                                  |
| おつきみだんご       | だんごこ                 | -                              | まぜる→ゆでる                  |                                                  |
| みたらしだんご       | だんごこ                 | -                              | まぜる→ゆでる                  |                                                  |
| ショートケーキ       | イチゴ、こむぎこ         | たまご                         | まぜる→のせる                  | イチゴのショートケーキになる。                   |
| ブッシュ・ド・ノエル | ココアパウダー           | -                              | まぜる→ふりかける              | クリスマスの固定イベントの料理として登場する。   |
| なまチョコ           | チョコレート             | ココアパウダー                 | まぜる→ふりかける              | バレンタインの固定イベントの料理として登場する。 |
| イチゴクレープ       | イチゴ                   | こむぎこ、ぎゅうにゅう、たまご | まぜる→やく→きる→のせる        |                                                  |

### 作業工程
前記の通り、本作では料理の作業工程に応じて、歌が流れることとなっている。以下に、作業工程、挿入歌、要求される操作を示す。
なお、歌を歌っている福原遥は、本作に収録されている歌の中では『ネコのてシェフにおまかせ』が一番好きだと語っている。
| 作業工程       | 挿入歌                   | 要求される操作               | 備考 |
| -------------- | ------------------------ | ---------------------------- | --- |
| いためる       | コイしていためて         | 任意方向へのスライド操作     | |
| オーブンレンジ | とどいてミラクル         | タッチ操作                   | この作業工程に限り、オーブンを開けるタイミングでの、1度のタッチに限られる。                                                                                             |
| カタぬき       | カタぬきおんど           | タッチ操作                   | |
| きる           | ネコのてシェフにおまかせ | 上から下へのスライドする操作 | ここでの「ネコのて」とは、包丁を使う際の、切る食材を押さえる手の扱いを指す言葉である。 また、ネコの鳴き声を示す擬声語である「にゃん」という言葉が歌の中で示されている。 |
| にる           | にこんでコトコト         | 円を描く操作                 | |
| のせる         | すてきにかわいく         | タッチ操作                   | |
| ふりかける     | パパッとマーチ           | タッチ操作                   | |
| まぜる         | ぐるぐるワルツ           | 円を描く操作                 | |
| やく           | フライパンのまほう       | タッチ操作                   | |
| ゆでる         | おしゃべりおナベ         | 下から上にスライドする操作   | |

### れんしゅうモード
おはなしモードと独立したゲームモードは、れんしゅうモードのみが用意されている。おはなしモードはレシピを獲得済みの料理を練習するモードとなっており、おはなしモードにおける料理作りと同じ内容となっている。このモードでは、食材を用意する必要なく料理作りを試みることが可能である。ただし、盛り付け、盛り付け後のアルバム記録、食卓の灯の獲得などは行えず、あくまでゲーム部分の操作練習のみのモードである。

## スタッフ
- サウンド&ミュージックディレクター：弘田佳孝[2]
- 歌唱収録ディレクション：ベリーグー
- 料理監修：市瀬悦子